# Rio Dunărea
O Rio Dunărea é um rio da Romênia, afluente do Danube, localizado no distrito de Constanţa.